# Delisa Newton
Delisa Newton (Nueva Orleans, 1934 – Douglasville, 2004) fue una enfermera y vocalista de jazz estadounidense que apareció en la prensa estadounidense, sobre todo en una edición de 1966 de Sepia. Afirmó ser la primera mujer transgénero afroamericana en recibir una cirugía de afirmación de género.

## Biografía
Nacida en Nueva Orleans, su madre era de ascendencia haitiana y su padre, ministro bautista, la abandonó cuando ella tenía tres años.
Newton asistió a la universidad y se formó para convertirse en enfermera. Cuando buscó someterse a una cirugía de afirmación de género, varios médicos la rechazaron. También luchó por encontrar un trabajo que le permitiera recaudar dinero para la operación. Durante tres años en California, tuvo tres trabajos: recogía cultivos durante el día, trabajaba como enfermera por la noche y cantaba en clubes nocturnos los fines de semana. 
Se sometió a la primera de varias operaciones de afirmación de género en marzo de 1963; era la primera cirugía de este tipo que realizaba su médico.Poco menos de dos años después, tuvo su quinta y última operación. Para celebrarlo, se compró un coche nuevo.
En una serie de artículos sensacionalistas de mediados de la década de 1960, Newton describió su transición y su vida, así como sus puntos de vista personales.
Newton murió de cáncer de estómago en 2004. En el momento de su muerte, residía en Douglasville, Georgia. Newton fue incinerada a petición de la familia y sus cenizas fueron transportadas a Houma, Luisiana.